# Salmtal
Salmtal är en kommun och ort i Landkreis Bernkastel-Wittlich i förbundslandet Rheinland-Pfalz i Tyskland.  I kommunen bor cirka 2 500 personer. Motorvägen A1 passer öster om orten.
Kommunen ingår i kommunalförbundet Verbandsgemeinde Wittlich-Land tillsammans med ytterligare 44 kommuner.